# Jacques Salbigoton Quesné
Pour les articles homonymes, voir Quesné.
Jacques Salbigoton Quesné, né à Pavilly (Seine-Maritime) le 1er janvier 1778 et mort à Saint-Germain-en-Laye (Yvelines) le 13 juin 1859, est un homme de lettres français.

## Biographie
Après avoir été clerc de notaire et commis marchand à Rouen, il s'engage à l'âge de seize ans dans la marine marchande, où il subit coup sur coup deux naufrages. Il abandonne alors la marine, puis, atteint par la conscription, sert quelque temps dans l'infanterie. S'étant fait remplacer en 1800, il s'établit à Paris pour se consacrer à la littérature. En 1804, il devient inspecteur des droits réunis dans les départements de la Creuse, du Cantal et de la Roer. Il prend sa retraite en 1812 pour ne plus s'occuper que de littérature. Entre 1831 et 1834, il tient à Bruxelles une succursale de la Librairie parisienne.
Écrivain polygraphe et prolifique, il est jugé « trop fécond romancier » et n'est guère apprécié, bien que certains de ses ouvrages, tels son Busiris, ou le Nouveau Télémaque et sa Lettre à Mme de Fronville sur le psychisme, aient connu une certaine vogue avant de tomber dans l'oubli.

## Principales publications
- Naufrage (1795)
- Eugène et Sophie, ou les Violents Effets de l'amour (1797)
- Les Folies d'un conscrit (2 vol., 1799)
- Lettres de Verteuil, de Paris, à Mondorff, de Nuremberg, recueillies et publiées par Jacques-Salbigoton Quesné (2 vol., 1799)
- Les Cinq Voleurs de la Forêt Noire (1799)
- Busiris, ou le Nouveau Télémaque (2 vol., 1801) Texte en ligne (vol. 2)
- Lettre à M. Louis-Sébastien Mercier sur les loteries nationales de France (1801)
- Le Jeune Matelot, ou le Noviciat en mer (1804)
- Les Journées d'un vieillard (1804)
- Éloge de Nicolas Boileau-Despréaux (1805)
- Poinsinet, ou la Mystification, comédie historique et anecdotique en un acte, en prose, Théâtre de Guéret (Creuse), 16 février 1806
- Mon Aventure dans la diligence (1808)
- Lettre à Mme de Fronville sur le psychisme (1812)
- Éloge de Blaise Pascal (1813)
- Mémoires de Céran de Valmeuil (1813)
- Marcelin, ou Bon cœur et mauvaise tête (2 vol., 1815)
- Mémorial des libraires, 5 numéros (1815)
- Lettres de la vallée de Montmorency (1816)
- Mémoires de M. Girouette (1818)
- Confessions politiques et littéraires, dans les séances des lundis 5, 12, 19 et 26 février 1818 de la société secrète de la rue Bergère à Paris, révélées avec autorisation, par un de ses membres, et publiées par J. S. Quesné (1818)
- Le Solitaire français au XIXe siècle, par J. S. Quesné. De la littérature, des religions, d'une fête publique (1819)
- Histoire de l'esclavage en Afrique, pendant trente-quatre ans, de P.-J. Dumont, rédigée sur ses propres déclarations, par J.-S. Quesné (1820) Texte en ligne
- Les Intrigues du jour, ou Quatre tableaux de nos mœurs, suivies d'un tableau sans intrigue (1820)
- Histoire d'Adolphe et de Silverie (2 vol., 1822)
- Histoire de Solarcie, ou la Femme martyre de son orgueil (2 vol., 1822)
- Les Portraits (1823)
- Mémoires du capitaine Landolphe, contenant l'histoire de ses voyages pendant trente-six ans aux côtes d'Afrique et aux deux Amériques, rédigés sur son manuscrit par J-S. Quesné (2 vol., 1823) Texte en ligne 1 2
- Le Moissonneur (3 vol., 1824-1825)
- Confessions de J. S. Quesné, depuis 1778 jusqu'en 1835 (3 vol., 1828-1835) Texte en ligne 1 2
- Mémoires du Cte de Montblas (1830)
- La Goélette sous-marine et le grand boa d'Afrique (1839)
- Supplément indispensable aux éditions des œuvres de J.-J. Rousseau, particularités inédites (1843) Texte en ligne
- Projet d'un chemin de fer sous-marin entre Calais et Douvres (1850)
- Jean-Jacques Rousseau à Montmorency, comédie historique en 3 actes, en prose, Théâtre de Saint-Germain-en-Laye, 16 mars 1851

## Sources
- Ferdinand Hoefer, Nouvelle Biographie générale, vol. XLI, 1853, p. 319 ;
- Pierre Larousse, Grand Dictionnaire universel du XIXe siècle, vol. XIII, 1875, p. 523 ;
- Louis-Gabriel Michaud, Biographie universelle, vol. XXXIV, p. 632-633.
- Joseph-Marie Quérard, La France littéraire, vol VII, 1835, p. 394-395 ; Bibliothèque nationale de France.